# Sunset (película)
Sunset es una película estadounidense de 1988 dirigida por Blake Edwards y protagonizada por Bruce Willis, James Garner, Malcolm McDowell y Mariel Hemingway en los papeles principales.

## Argumento
A fines de los años 20, durante la llegada del cine sonoro, un productor contrata a un joven actor, Tom Mix, para rodar un western sobre la vida de Wyatt Earp, utilizando las nuevas técnicas cinematográficas. No obstante, la producción se verá entorpecida cuando el director y el productor sean los principales sospechosos de un asesinato.

## Comentarios
- En el reparto está Jennifer Edwards, la hija del director, en el papel de Victoria Alperin.
- La película fue candidata al premio Óscar al mejor diseño de vestuario.
- Edwards tuvo el dudoso honor de ganar el premio Razzie como Peor director.
- Idéntica mala fortuna tuvo Mariel Hemingway, que fue candidata como Peor actriz de reparto en la misma premiación.